# Albanië op de Olympische Winterspelen 2006
Tijdens de Olympische Winterspelen van 2006 die in Turijn werden gehouden nam Albanië voor de eerste maal deel.
De alpineskiër Erjon Tola was de enige vertegenwoordiger van zijn land. Hij was dan ook vlaggendrager bij de openingsceremonie. Op de reuzenslalom werd hij 35ste, op de slalom finishte hij niet en op de super-g eindigde hij als laatste op de 56e plaats.

## Deelnemers & resultaten

### Alpineskiën
| Naam       | Discipline       | Klassering | Resultaten                    |
| ---------- | ---------------- | ---------- | ----------------------------- |
| Erjon Tola | super-g (m)      | 56e        | 1.44,27                       |
| Erjon Tola | reuzenslalom (m) | 35e        | run 1: 1.30,87 run 2: 1.32,02 |
| Erjon Tola | slalom (m)       | DNF        | niet gefinisht                |

Albanië · Algerije · Amerikaanse Maagdeneilanden · Andorra · Argentinië · Armenië · Australië · Azerbeidzjan · België · Bermuda · Bosnië en Herzegovina · Brazilië · Bulgarije · Canada · Chili · China · Chinees Taipei · Costa Rica · Cyprus · Denemarken · Duitsland · Estland · Ethiopië · Finland · Frankrijk · Georgië · Griekenland · Groot-Brittannië · Hongarije · Hongkong · Ierland · IJsland · India · Iran · Israël · Italië · Japan · Kazachstan · Kenia · Kirgizië · Kroatië · Letland · Libanon · Liechtenstein · Litouwen · Luxemburg · Macedonië · Madagaskar · Moldavië · Monaco · Mongolië · Nederland · Nepal · Nieuw-Zeeland · Noord-Korea · Noorwegen · Oekraïne · Oezbekistan · Oostenrijk · Polen · Portugal · Roemenië · Rusland · San Marino · Senegal · Servië en Montenegro · Slovenië · Slowakije · Spanje · Tadzjikistan · Thailand · Tsjechië · Turkije · Venezuela · Verenigde Staten · Wit-Rusland · Zuid-Afrika · Zuid-Korea · Zweden · Zwitserland